# Радкевич Клавдія
Клавдія Радке́вич (нар. 24 жовтня 1869, Львів — пом. 1932, Відень) — українська драматична артистка і співачка (альт).

## Біографія
Народилася 24 жовтня 1869 року у місті Львові (тепер Україна). У 1888—1897 роках працювала в Театрі товариства «Руська бесіда» у Львові, з 1898 року — в драматичних театрах Відня. Померла у Відні у 1932 році.

## Творчість
Ролі
- Маруся («Дай серцю волю, заведе в неволю» Кропивницького);
- Софія («Безталанна» Карпенка-Карого);
- Оксана («Довбуш» Стечинського).

Оперні партії
- Ткачиха, Наталка («Різдвяна ніч», «Чорноморці» Лисенка);
- Арсена («Циганський барон» Штрауса);
- Ізабелла («Гаспароне» Мілеккера) та інші.